# Naters
Naters é uma comuna da Suíça, no Cantão Valais, com cerca de 7.570 habitantes. Estende-se por uma área de 101,26 km², de densidade populacional de 75 hab/km². Confina com as seguintes comunas: Baltschieder, Betten, Birgisch, Bitsch, Blatten, Briga-Glis (Brig-Glis), Fieschertal, Mund, Riederalp, Termen. 
A língua oficial nesta comuna é o Alemão.